# تپه نجف‌آباد
تپه نجف آباد مربوط به عصر آهن - دوره اشکانیان است و در شهرستان صحنه، بخش مرکزی، روستای حسین‌آباد واقع شده و این اثر در تاریخ ۱۸ خرداد ۱۳۸۴ با شمارهٔ ثبت ۱۱۸۲۲ به‌عنوان یکی از آثار ملی ایران به ثبت رسیده است.